# August Oberhauser
August Oberhauser (ur. 4 marca 1895, zm. 1 sierpnia 1971 w Merlischachen) – szwajcarski piłkarz grający na pozycji obrońcy. W swojej karierze rozegrał 20 meczów w reprezentacji Szwajcarii.

## Kariera piłkarska
W swojej karierze piłkarskiej Oberhauser grał w klubie Nordstern Basel.

## Kariera reprezentacyjna
W reprezentacji Szwajcarii Oberhauser zadebiutował 23 marca 1924 roku w wygranym 3:0 towarzyskim meczu z Francją, rozegranym w Genewie. W 1924 roku był podstawowym zawodnikiem Szwajcarii na Igrzyskach Olimpijskich w Paryżu. Zdobył na nich srebrny medal. Od 1924 do 1926 roku rozegrał w kadrze narodowej 20 meczów.